# 10號書坊
10號書坊是台灣第二家同志主題書店，成立於2008年10月10日，亦是目前高雄唯一的同志主題書店，貸品包括書籍、雜誌、服裝、情趣用品。店址位於高雄市新興區，二、三樓為陽光酷兒中心。